# Sillenbuch-Heumaden
Sillenbuch-Heumaden ist ein Landschaftsschutzgebiet in den Stuttgarter Stadtbezirken Sillenbuch und Hedelfingen.

## Lage
Das Landschaftsschutzgebiet liegt im Süd-Osten von Stuttgart im Stadtbezirk Sillenbuch zwischen den Ortsteilen Sillenbuch, Heumaden und Rohracker.

## Landschaftsschutzgebiet
Das Landschaftsschutzgebiet umfasst rund 310 Hektar und ist geprägt von Obsthängen sowie Wald- und Gartenlandschaften. Das Landschaftsbild mit fast unversehrt ländlichem Charakter ist Lebensraum für eine vielfältige Flora und Fauna und besitzt eine wichtige Erholungsfunktion. Es umfasst primär die Landschaftsteile Tiefenbachtal und Bußbachtal sowie die angrenzenden Waldflächen (Spitalwald, Silberwald, Fuchsrain).